# Bridie Carter
Bridie Carter (Melbourne, Ausztrália, 1970. november 27. –) ausztrál színésznő. Magyarországon a McLeod lányai című sorozatból ismerhetjük, ő játszotta Tess Silverman McLeod-ot.
Hatéves korától színészkedik. 1994-ben végzett az ausztrál National Institute of Dramatic Art-on, ahol együtt végzett a McLeod lányai-ban Sandrát alakító Inge Hornstra-val.
2004-ben ment férjhez Michael Wilson-hoz, 2005-ben született első gyerekük Otis Wilson.
2006-ban abbahagyta a filmezést, hogy családjára koncentráljon.
Van egy étterme Byron Bay-ben. A bal bokájára szankszrit nyelven a „bátorság” szó van tetoválva.
2007-ben megnyerte az ausztrál Szombat esti lázt, a Dancing with the stars ausztráliai megfelelőjét.

## Díjak, nevezések
Az ausztrál en:Logie Awards-on:
- jelölt volt: 2003 – legjobb színésznő
- jelölt volt: 2004 – legkiemelkedőbb drámai színésznő
- jelölt volt: 2004 – legjobb színésznő
- jelölt volt: 2005 – legjobb színésznő
- jelölt volt: 2005 – Gold Logie – „legnépszerűbb ausztrál televíziós személyiség”
- jelölt volt: 2006 – legjobb színésznő

## Munkái
| év        | film                        | szerepe                    |
| --------- | --------------------------- | -------------------------- |
| 1996      | G.P.                        |                            |
| 1997      | Simone de Beauvoir’s Babies |                            |
| 1997      | Kangaroo Palace             | Dianne                     |
| 1997      | Water Rats                  | Joanne Calvert             |
| 1998      | All Saints                  | Karen McCarthur            |
| 1999      | Fresh Air                   | E                          |
| 1999      | Envy                        | Kirsty                     |
| 1999-2001 | Neighbours                  | Jill Sullivan              |
| 2000      | Above the Law               | Debbie Curtis              |
| 2000      | Murder Call                 | Jessica Millay             |
| 2001      | My Husband My Killer        | Janey                      |
| 2001-2006 | McLeod lányai               | Tess Silverman-McLeod-Ryan |
| 2006      | No names…no pack drill      | Kathy McLean               |
| 2007      | Dancing with the Stars      |                            |